# Эдуард II (граф Бара)
Эдуард II (фр. Édouard II de Bar; нем. Édouard II de Bar; 1339 — 2 мая/9 июня 1352, Венсен, Франция) — граф Бара и сеньор Муссона с 1344, сын Генрих IV, графа Бара, и Иоланды, дочери графа де Марль Роберта де Дампьера.

## Биография
Когда отец Эдуарда скончался, тот был ещё ребёнком, и регентом графства была его мать Иоланда. В детстве Эдуард был настолько слаб, что мать попросила от папы Климента VI освобождение от запрета на мясную пищу во время постов для Эдуарда и его младшего брата Роберта.
Иоланде пришлось бороться против Пьера де Бар, сеньора де Пиррфор, и Тибо де Бар, сеньора де Пиррпон, родственниками Эдуарда, которые хотели получить видные места в регентском совете. Заключив союз с королём Франции Филиппом VI и герцогом Лотарингии Раулем, она ограничила их роль в политике графства.
Эдуард был объявлен совершеннолетним 10 октября 1349 года. В 1350 году войска Марии де Шатильон, жена недавно умершего герцога Рауля, которая исполняла функции регента Лотарингии объединилась с графом Зальма Жаном II и захватила Бар-ле-Дюк. В отместку, Иоланда и епископ Меца Адемар де Монтёйль разграбили окрестности города Нанси. Конфликт завершился перемирием, подписанным 14 августа 1351 года.
Вскоре после этого Эдуард умер. Так как он не имел детей, преемником стал его брат Роберт I.